# تاریخچه مختصر زندگی من
تاریخچهٔ مختصر زندگی من؛ استیون هاوکینگ، تنها زندگی‌نامهٔ خودنوشتهٔ استیون هاوکینگ است، که به‌صورت ساده و مختصر، شرح حالی از زندگی او، از بدو تولد تا این سال‌ها را در بر می‌گیرد.

## ترجمه به فارسی
در سال ۱۳۹۳ این کتاب با عنوان «تاریخچه مختصر زندگی من» با ترجمه نغمه رضوی، توسط نشر هورمزد به چاپ رسید و در سال ۱۳۹۶ تجدید چاپ شد. همچنین با ترجمهٔ احسان زیورعالم و با نام «زندگی من» در انتشارات کوله پشتی منتشر شده‌است.